# Penguin Isle
Penguin Isle — условно-бесплатная компьютерная игра в жанре симулятора с элементами кликера, разработанная корейской игровой инди-студией Fantome и изданная сингапурской компанией Habby для мобильных устройств под управлением операционных систем Android и iOS 26 августа 2019 года. Главной задачей игрока является развитие льдины, заселённой в первую очередь пингвинами, а затем уже остальными жителями Арктики.

## Игровой процесс

Изначально игроку доступен небольшой ледяной остров с рыбачащим пингвином. Своей деятельностью он зарабатывает золото — основную валюту игры, которую поначалу необходимо собирать вручную и которая используется для выращивания новых представителей животного мира, расширения острова и приобретения улучшений с целью получения большей прибыли. После развития площадки, что было произведено за счёт сердец, получаемых в результате удовлетворённости пингвинов своей работой, и где происходит добыча золотых монет, их сбор начинает выполняться автоматически. За счёт постепенного прогресса пользователи расширяют игровую местность, спектр животных, заселяющих его, и ряд площадок для заработка.
Помимо вышеупомянутых исчерпаемых игровых единиц в Penguin Isle присутствуют доступные для приобретения за реальные денежные средства камни, которые также можно получить за просмотр рекламных видеороликов. Они нужны для открытия сундуков и ускорения игрового процесса, дополняемого наличием энергии, обязательной для проведения исследований, и  жетоны времени, используемые для немедленного сбора игровых валют.

## Восприятие

### Коммерческий успех
Кристиан Колладо из Andro4All включил Penguin Isle в список лучших 41 мобильных игр без интернета, поместив её на седьмое место и отметив её «фантастическую» графическую составляющую. В мае 2020 года был опубликован топ-8 маленьких расслабляющих мобильных игр корреспондента Newsmonkey, в котором проект оказался на четвёртой строчке. В декабре 2021 года Penguin Isle попадает в число 7 лучших игр в стиле кликер для мобильных устройств по версии веб-портала Canaltech, а уже год спустя, в октябре 2022 года, игра оказывается среди восьми других фантастических уютных игр для Android согласно изданию AndroidPolice.

### Отзывы
Эмма Крамери, рецензент веб-сайта Women Love Tech, оценила Penguin Isle в две звезды, отнеся к её положительным сторонам расслабляющую музыку и атмосферу, главенствующих персонажей — «супер милых» животных и пингвинов, лёгкость в освоении игрового процесса, красоту окружающей среды и отсутствие какого-либо насилия. Омрачает геймплей, по её мнению, чрезмерное количество рекламы и частые сбои. Лян Кивэнь, представитель Ezone.hk, и рецензент интернет-ресурса SinaGames.com также обратили внимание на решение разработчиков, заключающееся в избрании пингвинов одними из главенствующих действующих лиц игры. Последний ещё сравнил Penguin Isle с предыдущими проектами Habby, приведя в пример Archero и заявив о контрастном отличии стилей этих игр.
Обозреватель интернет-ресурса KrAsia Вэнси Чен заявил, что со своими успокаивающими мелодией и эстетикой Penguin Isle по сравнению с другими мобильными играми, напряжёнными и высококонкурентными, со своими успокаивающими мелодией и эстетикой может притормозить спешку жизни. Редактор веб-сайта 2x2 Артём Нечаев назвал игру «концентрированной милотой для приёма внутрь» в силу постоянного пребывания пингвинов перед взором игрока.